# Berlandina shumskyi
Espèce
Berlandina shumskyi est une espèce d'araignées aranéomorphes de la famille des Gnaphosidae.

## Distribution
Cette espèce est endémique de Crimée en Ukraine,.

## Publication originale
- Kovblyuk, 2003 : Two new species of spiders of the family Gnaphosidae (Aranei) from the Crimea. Zoologičeskij Žurnal, vol. 82, no 7, p. 880-883.